# Crossodactylus dantei
Crossodactylus dantei ou Rãzinha-do-riacho é uma espécie de anfíbio  da família Hylodidae.

## Área de Ocorrência
Restrita ao bioma Mata Atlântica, sendo conhecida apenas na Estação Ecológica de Murici, localizada no município de Murici, estado de Alagoas. A espécie habita áreas preservadas de floresta, especificamente associada a cursos d'água corrente. Sua extensão de ocorrência é estimada em menos de 1 km^2.

## População
Registros obtidos entre os anos de 2012 e 2014 indicam a presença de duas subpopulações na Estação Ecológica de Murici. Não há informações sobre abundância ou tendência populacional.

## Ameaças
O desmatamento, expansão agrícola, extração de madeira e assentamentos humanos na região da Estação Ecológica de Murici são as principais ameaças para a espécie.

## Estado de Conservação
O ICMBio categorizou a espécie como Criticamente em Perigo (CR) pelo critério B1ab(iii).